# HemisFair Arena
Die HemisFair Arena (auch bekannt als Convention Center Arena) war eine Mehrzweckhalle in der US-amerikanischen Stadt San Antonio Bundesstaat Texas. Zu Basketballspielen bot die Halle 16.057 Plätze für die Zuschauer.

## Geschichte
Die HemisFair Arena wurde ursprünglich für die Weltausstellung HemisFair '68 in der Nähe des Aussichtsturms Tower of the Americas erbaut. Die Mehrzweckhalle war die erste Heimat der Basketballmannschaft San Antonio Spurs in San Antonio von 1973 bis zum Umzug 1993. Das NBA-Team der Houston Rockets verbrachte die Saison 1972/73 in der Halle. Das Arena-Football-League-Team der San Antonio Force trat im einzigen Jahr ihres Bestehens 1992 in der HemisFair Arena an. 
Das erste Heimspiel der Spurs wurde am 10. Oktober 1973 ausgetragen. Das Spiel gegen die San Diego Conquistadors endete mit einem 106:121-Niederlage der Heimmannschaft. San Antonio verlor die ersten vier Spiele, bevor sie am 16. Oktober gegen die damals von Wilt Chamberlain trainierten Virginia Squires mit 116:106 ihren ersten Sieg in der HemisFair Arena feierten. Anfänglich hatte die Arena Platz für 10.146 Zuschauer und zu den Spielen der Spurs war sie regelmäßig ausverkauft. Im Jahre 1977 steigerte man die Kapazität der Halle durch die Erhöhung des Daches um 10,05 Meter (33 Fuß) und den Bau eines Oberranges auf 16.507 Plätze. Dafür genehmigte die Stadt San Antonio 4 Millionen US-Dollar. Die Arena war als lauteste Spielstätte der NBA bekannt.
Zu Konzerte und Veranstaltungen waren u. a. die Komiker Bob Hope, Jack Benny und Erweckungsprediger Billy Graham sowie die Künstler und Musikgruppen Elvis Presley, Led Zeppelin, Pink Floyd, Willie Nelson, James Brown, Metallica, die Rolling Stones, Bon Jovi, Whitney Houston, Creedence Clearwater Revival, Van Halen, AC/DC, Iron Maiden, Prince, George Strait, The Judds, Ricky Skaggs, die Oak Ridge Boys, Bo Diddley, Rush, Primus, The Time, The Jacksons, Queensrÿche, Metal Church, Skid Row, Iron Maiden, Bob Seger & The Silver Bullet Band, Selena in der HemisFair Arena.
Zwei Jahre nach dem Umzug der Spurs in den Alamodome war das Ende der HemisFair Arena gekommen. Das letzte Spiel der San Antonio Spurs fand am 20. Mai 1993 statt. Die sechste Partie des Halbfinales der Western Conference gegen die Phoenix Suns endete mit einer 100:102-Niederlage und dem Ausscheiden der Spurs. Damit fanden in den 20 Jahren 893 Saison- und Play-off-Spiele der Spurs in der HemisFair Arena statt. Die Spiele wurden von 9.383.257 Besuchern verfolgt. Das letzte Konzert gab 1995 die Rockband Van Halen. Zum allerletzten Mal wurde die Arena am 30. Mai 1995 für eine Abschlussfeier der örtlichen Thomas Jefferson High School genutzt. Danach folgte im Juni des Jahres der Abriss der Arena.